# Invisible Children
Invisible Children, Inc. est une organisation non gouvernementale à but non lucratif fondée à San Diego en 2004 pour sensibiliser la population aux activités de l'Armée de résistance du Seigneur en Afrique centrale ainsi que son chef, Joseph Kony.

## Critiques
Un documentaire réalisé par Jean-Baptiste Renaud, diffusé sur Arte, faisait état de multiples problèmes concernant les objectifs et les méthodes d'Invisible Children. Il a été montré comment l’ONG coopérait avec l’armée de l’Ouganda en surveillant les mouvements des rebelles et en recueillant des informations de reconnaissance auprès de villages isolés par radio. Les réalisateurs ont en outre affirmé que l'organisation avait délibérément désigné un ancien partisan local comme étant un coupable ayant conduit à son arrestation et à la torture aux mains de l'État. En outre, la revendication selon laquelle l'organisation serait un mouvement populaire a été rejetée en raison de ses liens étroits avec des fondamentalistes évangéliques américains, ce qui en constitue leurs fondements financiers.